# Orthetrum coerulescens
El Parot estudiant, Orthetrum coerulescens, és una espècie d'odonat anisòpter de la família Libellulidae.

## Descripció
Aquesta espècie s'assembla a Orthetrum cancellatum, però és més prim i el mascle no té la part final de l'abdomen de color negre.
El pterostigma és de color taronja i el tòrax en general porta ratlles pàl·lides.
Es reprodueix principalment en torberes i vola (al Regne Unit) de juny a setembre.

## Distribució
Aquesta libèl·lula és comuna en Europa central i meridional. És localment comuna a Irlanda i a la Gran Bretanya occidental.
És una espècie present a Catalunya i a la península Ibèrica.

## Hàbitat
El seu hàbitat típic són erms àcids, on es veu sovint al costat de Cordulegaster boltonii.

## Comportament
El seu vol és molt nerviós i s'atura suspesa en vol o aterra. Pot volar bastant lluny de l'aigua, malgrat el seu vol aparentment feble. Quan s'atura les ales es mantenen obertes.

## Galeria

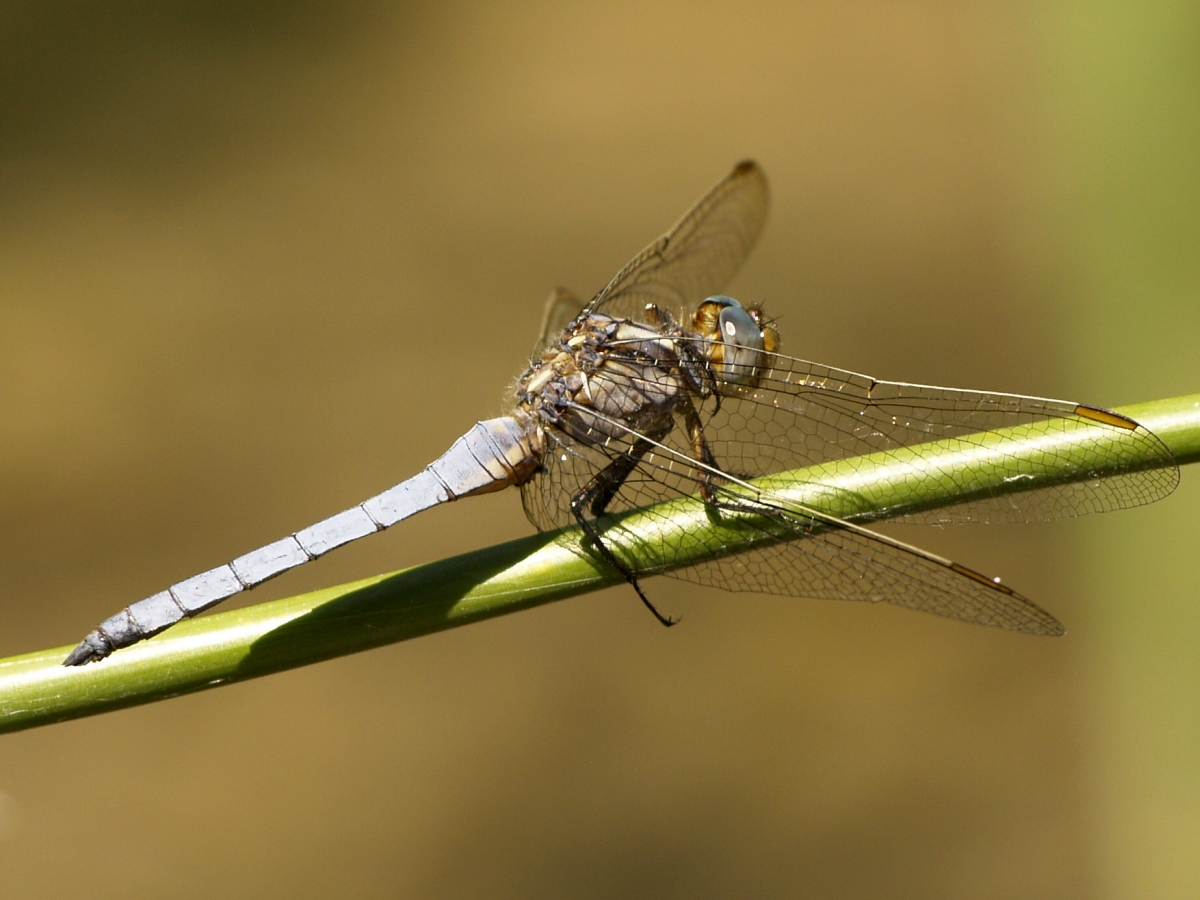
Mascle
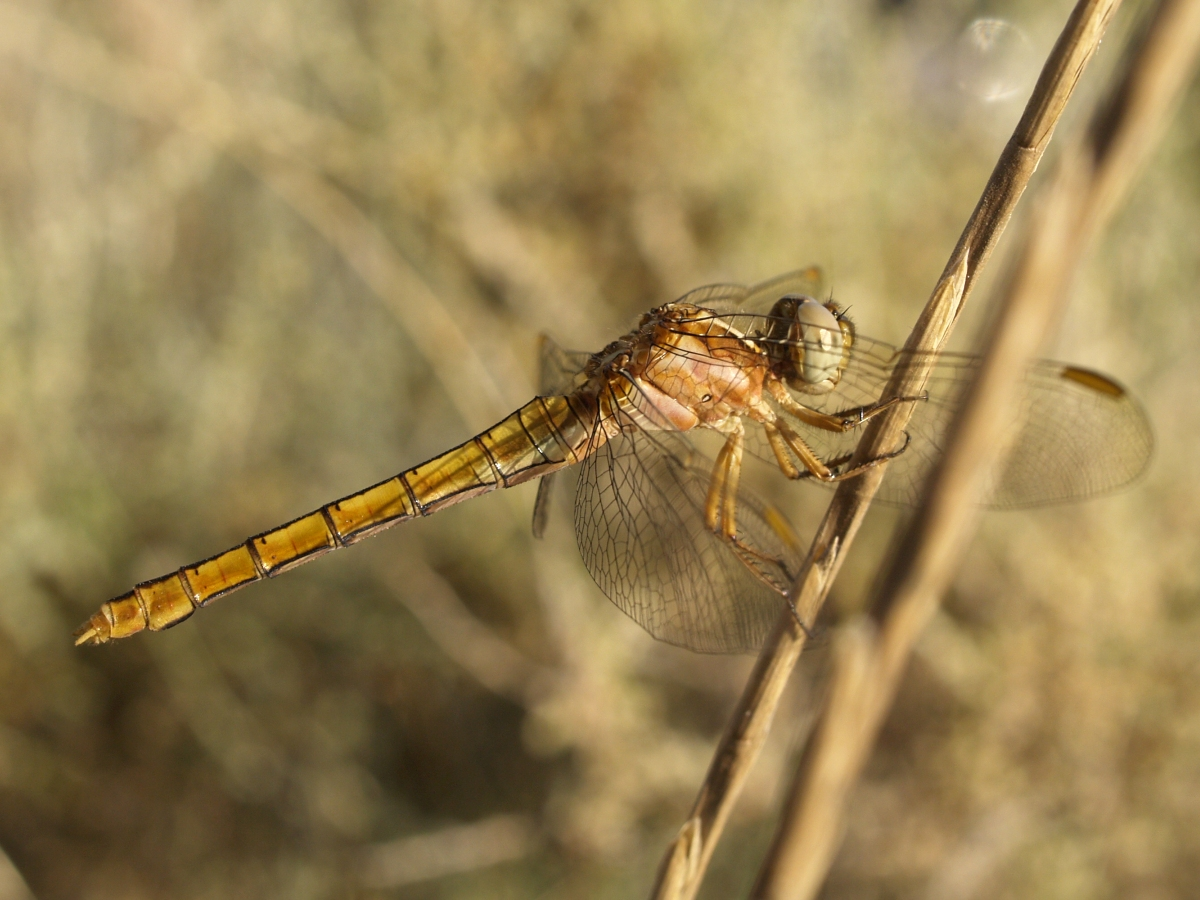
Femella
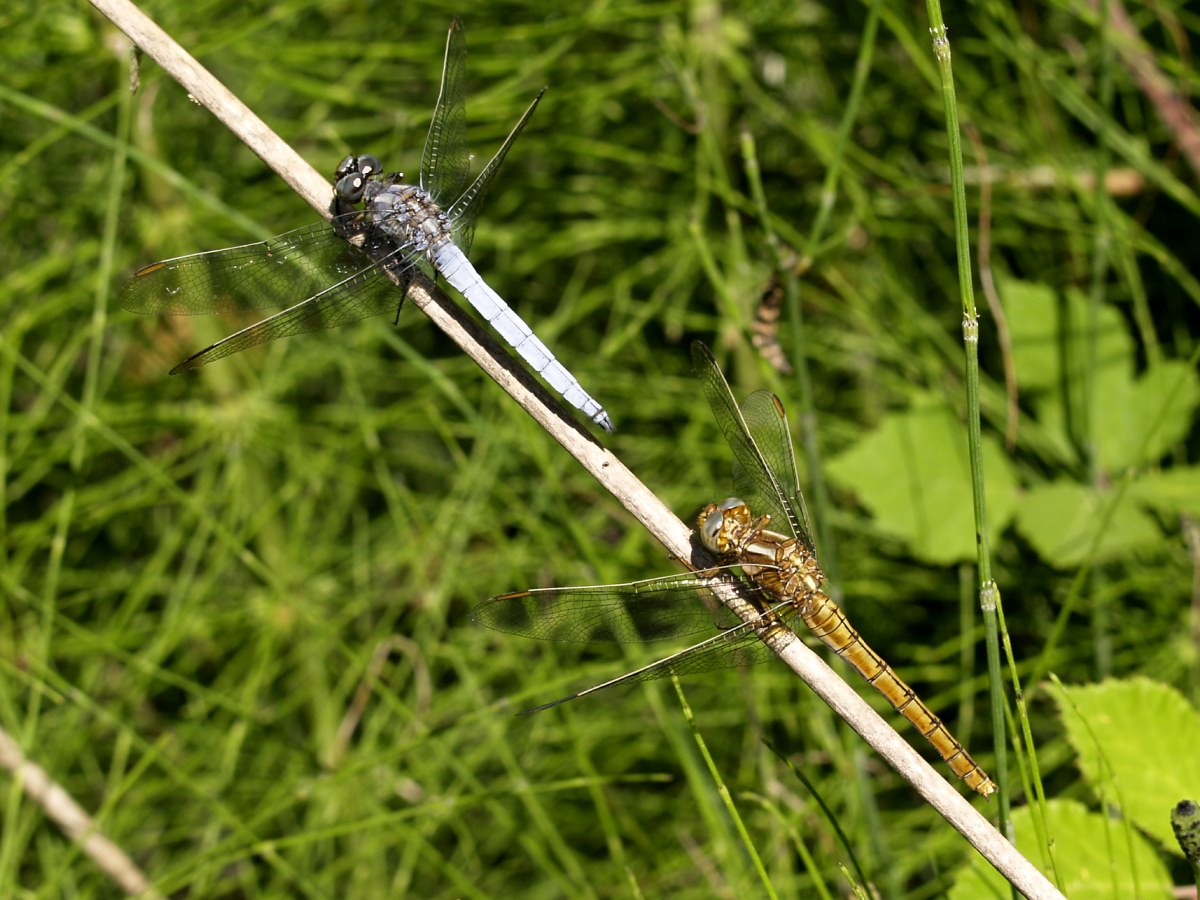
Mascle i femella
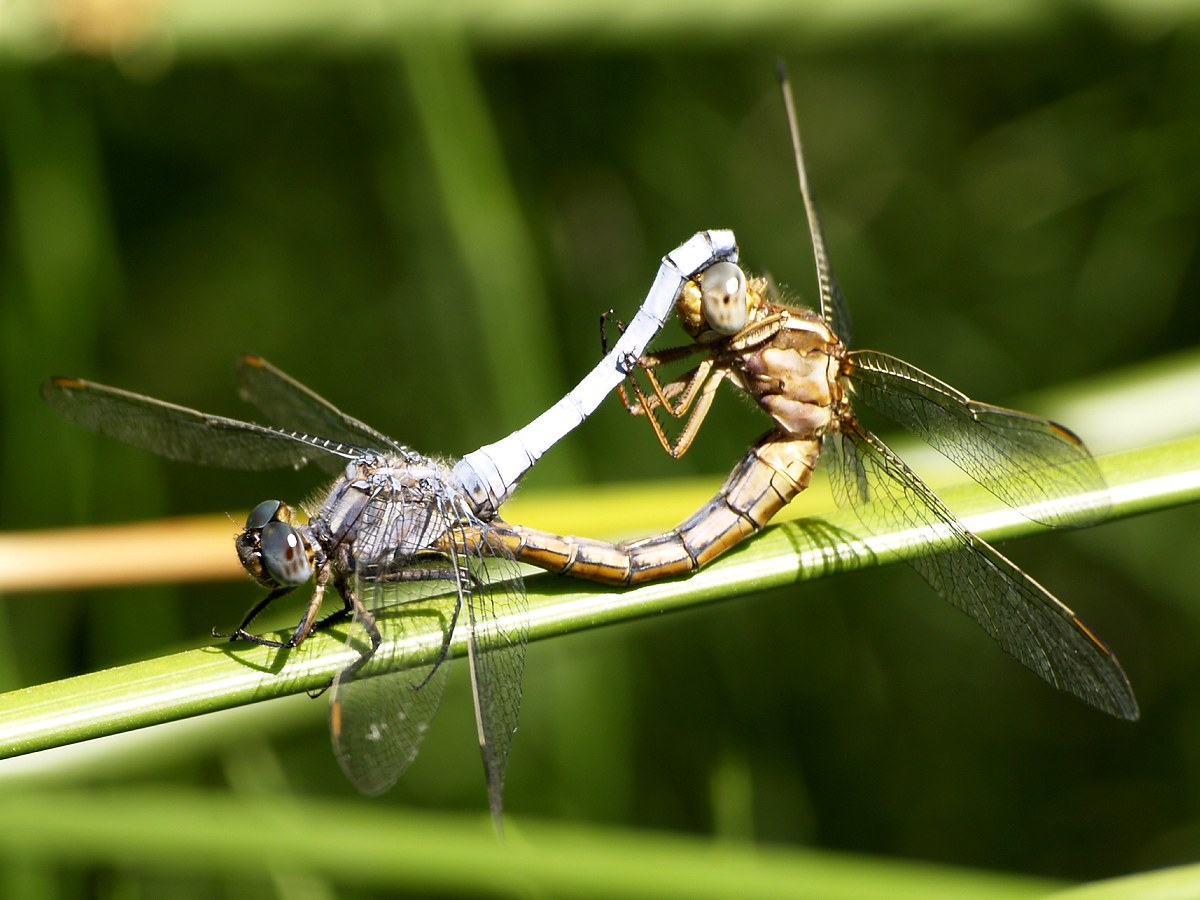
Còpula
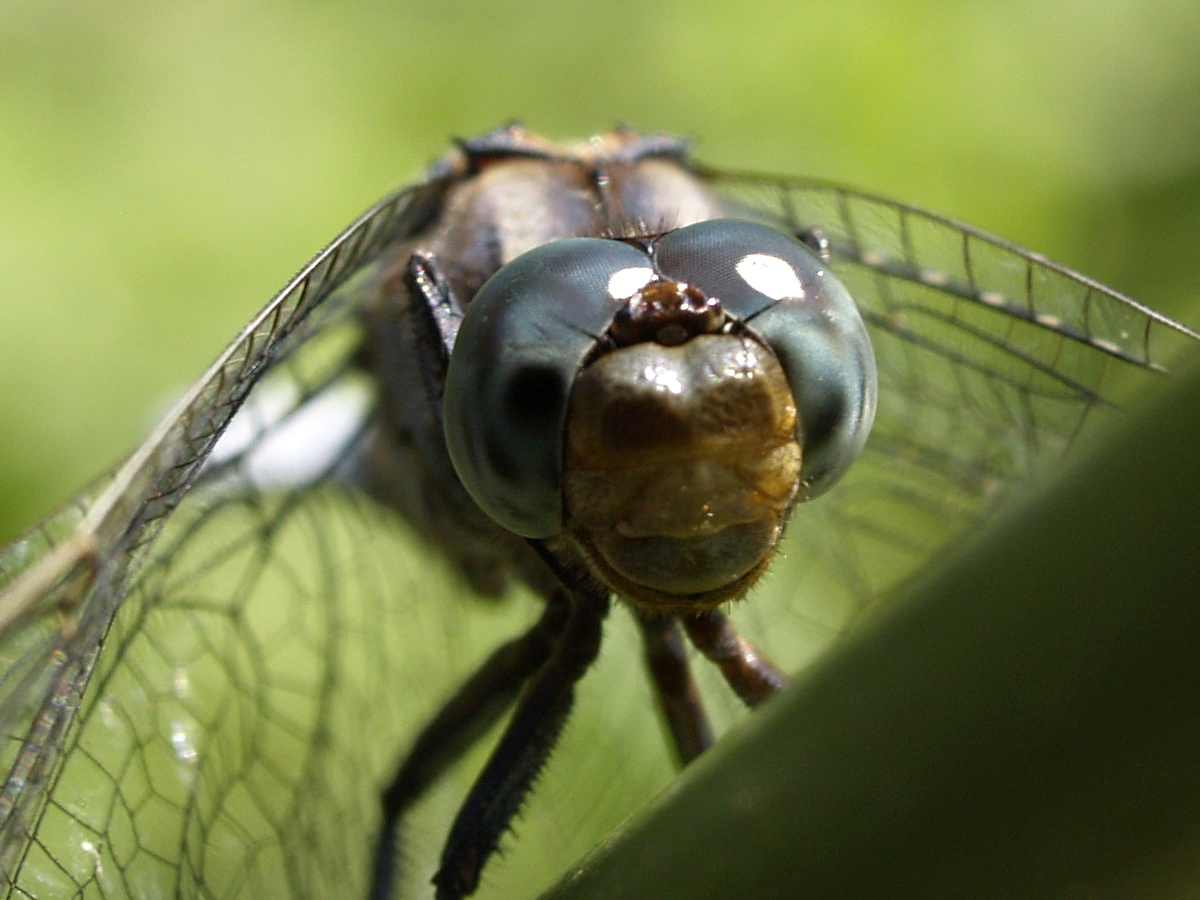
Ulls